# Sedro-Woolley
Sedro-Woolley je město v okrese Skagit v americkém státě Washington. V roce 2010 mělo počet obyvatel 10 540. Město je částí metropolitní oblasti Mount Vernon-Anacortes.

## Historie
Oficiálně bylo město začleněno v prosinci 1898, kdy bylo vytvořeno spojením rivalských měst Sedro a Woolley v okrese Skagit na severozápadě státu Washington, pouhých 40 km od Pugetova zálivu, 64 km jižně od hranic s Kanadou a 105 km severně od Seattlu.
Skupina čtyř britských mužů, které vedl David Batey, osídlila území v roce 1878, když byly odklizeny dřevěné barikády na řece v Mount Vernonu. O šest let později zde postavil Batey obchod a nový dům pro rodinu Mortimera Cooka ze Santa Barbary, jelikož Cook měl být starostou nového města. Cook chtěl město pojmenovat Bug (brouk), jelikož se zde nacházelo mnoho komárů, ale jeho žena, společně s dalšími místními ženami, protestovala. Po Cookovi se už jmenovalo město Cook's Ferry na řece Thompson v Britské Kolumbii. Cook se nakonec rozhodl pojmenovat město Sedro, názvem, který odvodil od španělského cedra, znamenajícího cedr.
Sedro, které leželo na severním břehu řeky Skagit, se brzy stalo náchylným vůči povodním. V roce 1899 začal Nelson Bennett z Northern Pacific Railway stavit železniční trať ze 40 km vzdáleného Fairhavenu, na břehu Bellinghamova zálivu, a realitní makléř Norman R. Kelley postavil nové město Sedro na výšině asi jeden a půl kilometru od Cookova původního města. Na Vánoce roku 1899 přišla do Sedra železnice Fairhaven and Southern Railroad (F&S), a to včas, takže Bennett od obou měst získal bonusy za rychlý výkon, a měsíc poté se Washington stal 42. státem Unie.
O několik měsíců později křižovaly F&S dvě nové železnice, a to jeden kilometr severně od nového Sedra, kde vytvořily trojúhelník, jehož denní vytíženost byla asi jedenáct vlaků. V prosinci 1899 se železniční vývojář Robert A. Woolley s rodinou přestěhoval z illinoiského Elginu do Sedra a koupil půdu okolo železniční křižovatky, na které postavil Skagit River Lumber & Shingle Mill, pilu, ve které kromě dřeva vyráběl šindele. Okolo pily vytvořil po sobě pojmenované město, jehož ekonomika stála na obchodu se třemi železničními společnostmi, mezi něž patřily Seattle and Northern Railway, která patřila pod Great Northern Railway, a Northern Pacific Railroad.
Zatím nedaleko vyrůstalo čtvrté město v okolí, poté, co F&S položila koleje severovýchodním směrem od Sedra, do asi 10 km vzdálených uhelných dolů. Společně s Charlesem X. Larrabeem Bennett koupil doly a prodal podíl na jejich vlastnictví Jamesi J. Hillovi, vlastníkovi Great Northern Railway. Doly byly původně na rudu, ta se ale brzy projevila jako ideální pro výrobu uhlí (angl. coking coal), takže nové město dostalo název Cokedale. Zatímco Cokedale po vymizení uhlí upadlo, ostatní města se sloučila, aby vytvořila Sedro-Woolley.
V květnu 1922 utekl z cirkuse Ala G. Barnese velký cirkusový slon Tusko, zatímco cirkus se připravoval na vystoupení ve městě. Slon si našel cestu malým dřevařským městem přímo do jeho historie, když ničil ploty, shazoval věšáky a stromy, porazil několik sloupů telefonního vedení a také zničil jeden Ford T.
Po ústupu dřevařského a těžebního průmyslu se největšími zaměstnavateli města stala psychiatrická léčebna Northern State Hospital a Skagit Steel & Iron Works, společnost, která v roce 1902 vyrostla z malého obchodu s nářadím v hlavního dodavatele nářadí a součástek pro dřevařské společnosti a železnice a při 2. sv. válce také dělostřelecké granáty pro americkou armádu. V roce 1990 společnost zkrachovala, léčebna ale dále funguje a severně od města roste nová průmyslová zóna, do které patří i společnosti zabývající se robotikou.

## Vláda

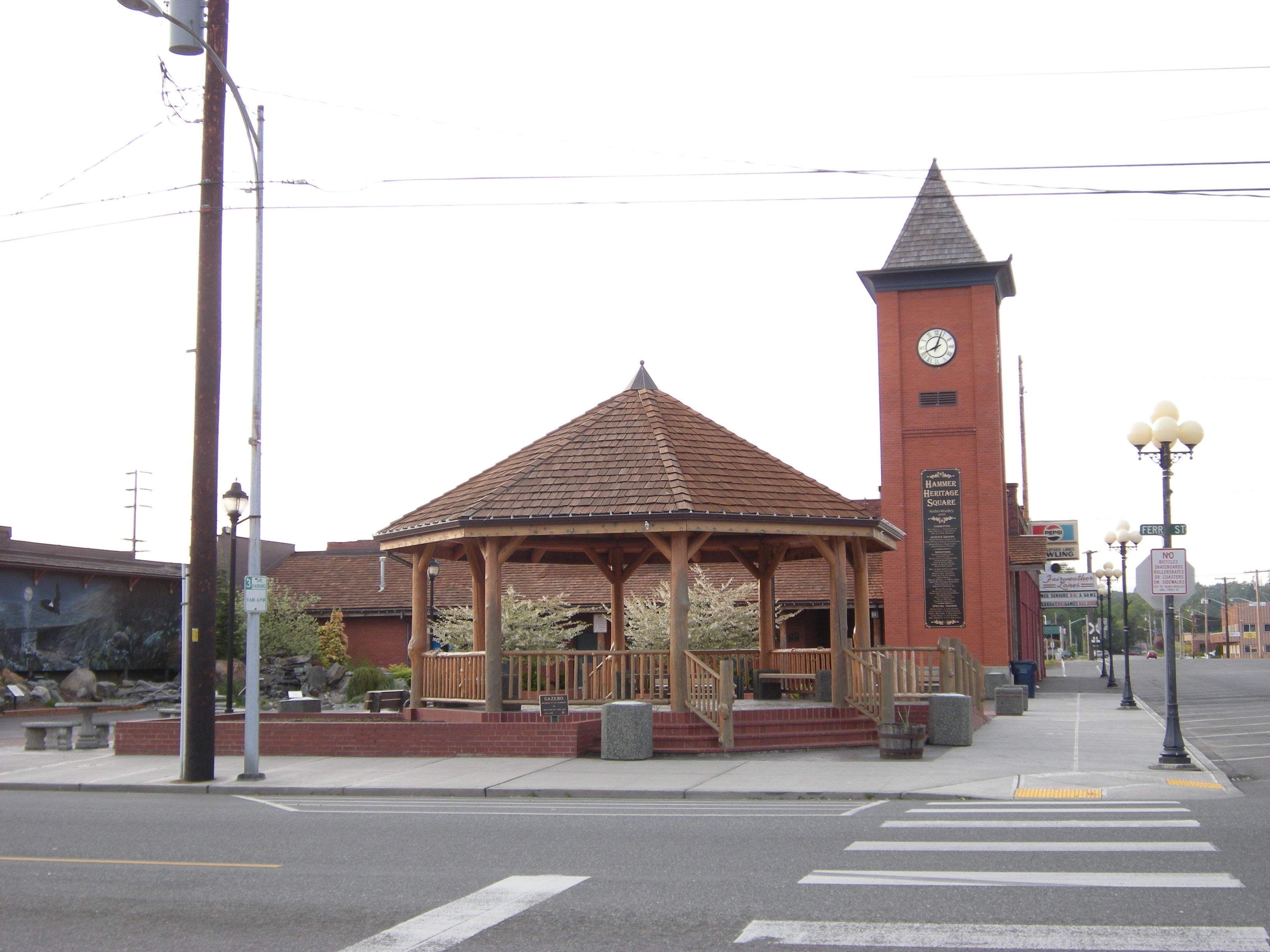
Hammer Heritage Park v centru města.

Městu vládne starosta a městská rada. Zvolený starosta pak má na starost dohlížení na městské finance, policii, požárníky, soud, veřejné služby, rozvoj komunity a parky, mezi které patří velký počet veřejných parků, jako např. Hammer Heritage Square v centru města nebo Riverfront Park na břehu řeky Skagit. Mezi parky patří celkem 240 tis. m², včetně piknikových přístřešků, baseballových hřišť, autokempu, amfiteátru a psího parku.

## Současnost
V roce 2006 začal nový projekt k výstavbě domů, který přidá městu až pět tisíc obyvatel.
Hlavní střední školou ve městě je Sedro-Woolley High School.

## Kultura
Každý rok se 4. července koná festival Loggerodeo, a to už od třicátých let minulého století. Jedná se o jednu z nejstarších venkovských letních oslav v Západním Washingtonu a některé z jejich částí už mají své místo v kalendáři města více než sto let. Částmi festivalu je karneval, závod v běhu, jízda na kládě, starobylá ukázka dřevorubectví, rodeo, průvod a soutěž ve vyrývání motorovou pilou. Nejoblíbenější výtvory z této soutěže jsou pak vystaveny v městském muzeu.

## Geografie
Celková rozloha města je 8,8 km², z čehož pouze 0,3 % je voda.

## Demografie
V roce 2010 zde žilo 10 540 lidí, z čehož 86 % byli běloši, 2 % původní obyvatelé a 1,5 % Asiaté. 14 % bylo Hispánského původu.